# Dasyurus hallucatus
El satanelo septentrional (Dasyurus hallucatus) es una especie de marsupial dasiuromorfo de la familia Dasyuridae endémica de Australia.

## Hábitat y distribución
Habita las sabanas de gran parte de la costa septentrional de Australia desde el sureste de Queensland hasta el norte de Australia Occidental, aunque sus poblaciones están decreciendo y sus áreas de distribución están cada vez más fragmentadas.

## Características
Se trata de una de las especies más pequeñas del género. Pesa de 300 a 900 g y mide de 24 a 35 cm de longitud, más 21 a 31 cm de cola.
Las hembras carecen de marsupio pero cuando está acabando el otoño, antes de que comience la época reproductiva, el área ventral alrededor de las 8 mamas comienza a desarrollar un pliegue de piel que hará las veces de receptáculo para albergar a los recién nacidos.

## Dieta
Son mayoritariamente carnívoros y unos agresivos cazadores que incluyen entre sus presas grandes roedores, otros marsupiales y reptiles, complementándola con numerosos invertebrados y algunas frutas.

## Biología de la reproducción
La época de celo va desde principios del invierno (final de junio). El parto se produce entre finales de julio y septiembre. Las hembras son monoéstricas y dan a luz una única camada anual de hasta 8 crías. La lactancia dura aproximadamente 5 meses, pero los recién nacidos dejan de ser transportados por la madre de forma continua a partir de la 8ª-10.ª semana. Tanto en los machos como en las hembras alcanzan la madurez sexual a los 315 días de media.

## Comportamiento
Solitarios y nocturnos, estos animales suelen pasar las horas de luz solar refugiados en sus madrigueras construidas en oquedades de rocas o troncos de árbol. Son terrestres, pero capaces de escalar árboles y rocas con gran agilidad y destreza. Desprenden un desagradable olor que los mantiene a salvo de depredadores.

## Estado de conservación
Es una especie en peligro. Una de las principales amenazas a la que se enfrenta es la competencia con el sapo de caña (Bufo marinus), una especie introducida que tienen una asombrosa capacidad de reproducción y pocos enemigos naturales en una tierra de la que no es originario, y un apetito insaciable que termina con la mayor parte de los grandes insectos que constituyen la base fundamental de la alimentación del cuol septentrional.